# Lo mejor de Rada Vol. 2
Lo mejor de Rada Vol. 2 es un álbum recopilatorio de Rubén Rada. Fue editado en Uruguay por Sondor en 1997. Es una continuación de Lo mejor de Rada que había sido editado en 1993.

## Historia
El disco contiene canciones de Rada solista, con el Conjunto S.O.S., con Eduardo Mateo y con Camerata Punta del Este. Algunas de estas grabaciones pertenecían a los catálogos de otros sellos discográficos, como Clave, De la Planta o Antar, que Sondor fue adquiriendo. Sondor también era representante de RCA, por eso pudo incluir "Chinga Chilinga" del disco de Camerata Café Concert Vol. 2.
Por pertenecer a otros sellos discográficos, Lo mejor de Rada Vol. 2 no incluye canciones del disco Radeces editado por Ayuí / Tacuabé, tampoco de los discos grabados con Opa Magic Time (Milestone Records), A los Shakers (Sazam Records) y Opa en vivo (Orfeo), ni de los discos que Rada había grabado hasta ese momento en Argentina para los sellos Sazam Records: La Banda, La Rada, En familia, La cosa se pone negra, Raviol Records: Adar Nebur y La yapla mata, Interdisc: Siete vidas y Melopea: Pa'los Uruguayos, Las aventuras de Ruben Rada y Litto Nebbia, Las aventuras de Fattoruso & Rada yTerapia de murga, ni de los discos posteriores Concierto por la vida (Orfeo), Montevideo (Big World Music) y Botijas Band (Orfeo).
Lo mejor de Rada Vol. 2 fue reeditado en Argentina en 2006 por GLD, con diferente arte de tapa. En dicha edición, la canción "Llévale este pollo al maistro" aparece erróneamente titulada como "Llévale el poncho al maistro".

## Lista de canciones
1. Samba rock (del álbum Físico de Rock, Sondor, 1991.)
2. Piel de zorro (con Eduardo Mateo, del álbum Botija de mi país, Sondor, 1987.)
3. Llévale este pollo al maistro (con Conjunto S.O.S., del álbum Rubén Rada y Conjunto S.O.S., Clave, 1976.)
4. Escapa (del álbum Rada, Sondor, 1969.)
5. Chinga Chilinga (con Camerata Punta del Este, del álbum Café Concert Vol. 2, RCA, 1975.)
6. Amigo mío, no sufras tanto (con Conjunto S.O.S., del álbum Rubén Rada y Conjunto S.O.S., Clave, 1976.)
7. Sin salida (con Conjunto S.O.S., del álbum Rubén Rada y Conjunto S.O.S., Clave, 1976.)
8. Ella no me aceptó pero la orquesta me contrató (del álbum Rada, Sondor, 1969.)
9. No te cases nena (del álbum Rada, Sondor, 1969.)
10. Para hacer la conga (con Eduardo Mateo, del álbum Botija de mi país, Sondor, 1987.)
11. Físico de Rock (del álbum Físico de Rock, Sondor, 1991.)
12. Pájaro africano (con Conjunto S.O.S., del álbum Rubén Rada y Conjunto S.O.S., Clave, 1976.)

Todos los temas de Rubén Rada, salvo "Para hacer la conga" de Eduardo Mateo y "Escapa" de Rubén Rada y Manolo Guardia.
Arreglos de Manolo Guardia en "Escapa", "Ella no me aceptó pero la orquesta me contrató" y "No te cases nena".

## Ficha técnica
- Selección: Luis Onel
- Masterización: Gustavo de León
- Diseño gráfico: Mariana Etchebarne